# Salme Dorsa
I Salme Dorsa sono una struttura geologica della superficie di Venere.